# Tefrytowy fonolit
Tefrytowy fonolit, tefryfonolit, plagifonolit – wylewna, zasadowa, skała magmowa, niedosycona krzemionką, złożona głównie ze skaleni alkalicznych (50–90% sumy skaleni), plagioklazów (10–50% sumy skaleni) i skaleniowców (10–60% minerałów jasnych). W składzie mineralnym nie zawiera wolnej krzemionki SiO2 w postaci kwarcu, krystobalitu lub trydymitu. SiO2 występuje jedynie jako składnik innych minerałów, od 49 do 58% w stosunku wagowym.
Mieści się w polu 12 diagramu QAPF skał wulkanicznych.
W klasyfikacji TAS tefrytowy fonolit zajmuje pole U3 (tefryfonolity).